# Troista Przełączka
Troista Przełączka (słow. Trojitá štrbina) – szeroka przełęcz znajdująca się w północno-zachodniej grani Hrubej Turni w słowackich Tatrach Wysokich. Troista Przełączka oddziela Zadnią Hrubą Czubę na północnym zachodzie od Troistej Turni na południowym wschodzie. Na Troistą Przełączkę nie prowadzą żadne znakowane szlaki turystyczne i nie jest ona dostępna dla ruchu turystycznego.
Pierwszego wejścia turystycznego na Troistą Przełączkę dokonali zapewne Alfréd Grósz i Gyula Hefty, a miało to miejsce 29 sierpnia 1912 roku podczas przechodzenia północno-zachodniej grani Hrubej Turni.